# Microsoft 365
Microsoft 365, dawniej Office 365 – zbiór aplikacji i usług dostępnych z serwerów Microsoft. Korzystanie z tego produktu wiąże się z miesięczną opłatą w zależności od wybranego abonamentu, płatną za użytkownika.
W skład produktu Office 365 wchodzi pakiet Microsoft Office oraz hostowane w chmurze wersje produktów serwerowych: Exchange Server, SharePoint Server oraz Lync Server. Usługi są dostarczane i osiągalne przez internet.
Wszystkie produkty dostępne w ramach pakietu Office 365 świadczone online są automatycznie aktualizowane, zatem użytkownik korzystając z produktu zawsze używa jego najnowszej wersji.

## Historia i rozwój oferty
Test beta pakietu Office 365 miał miejsce w październiku 2010. W obliczu rosnącej konkurencji ze strony podobnej usługi Google Apps, w 2011 r. Microsoft zaprojektował platformę Office 365, aby połączyć istniejące już usługi online jak np. Business Productivity Online Suite w usługę w chmurze obejmującą Exchange Server (dla poczty e-mail), SharePoint (dla wewnętrznych sieci społecznościowych oraz współpracy pracowników firm) oraz Lync, czyli obecny Skype dla firm (do komunikacji, VoIP i konferencji).
Początkowo uruchomiono abonamenty tylko dla małych i średnich przedsiębiorstw. W abonamencie dla małych firm oferowano pocztę e-mail Exchange, SharePoint Online, Lync Online, hosting przez SharePoint i Office Web Apps, a abonament korporacyjny zawierał także licencje na użytkownika dla oprogramowania Office 2010 Professional Plus i wsparcie telefoniczne 24/7. Po oficjalnym uruchomieniu usługi klienci Business Productivity Online Suite mieli 12 miesięcy na zaplanowanie i przeprowadzenie migracji z BPOS na platformę Office.
Wraz z wydaniem pakietu Office 2013, została uruchomiona zaktualizowana wersja platformy. Programy pakietu MS Office zostały zaktualizowane do najnowszych wersji, a Microsoft rozszerzył usługę Office 365 o nowe abonamenty, takie jak Small Business Premium, Midsize Premium i Pro Plus.
Wprowadzono również nowy abonament Office 365 Home Premium skierowany do użytkowników domowych, który oferował dostęp do pakietu Office 2013 dla maksymalnie pięciu komputerów, wraz z rozszerzoną pamięcią OneDrive i 60 minutami rozmów Skype miesięcznie. Wprowadzono również pierwszą wersję Office 365 dla edukacji.
21 kwietnia 2020 roku usługa Office 365 stała się platformą Microsoft 365. Zostaną udostępnione nowe aplikacje i usługi, takie jak Microsoft Teams oraz Microsoft Family Safety.
Korzystanie z M365 jest możliwe w ramach subskrypcji.

## Wersje
Microsoft Office 365 jest sprzedawany w następujących wersjach:
- Office 365 dla Studentów: Przeznaczony dla studentów. Można go instalować na 2 komputerach PC/Mac, zawiera wszystkie aplikacje (Word, Excel, PowerPoint, OneNote, Outlook, Publisher, Access), 1 TB miejsca w usłudze OneDrive oraz 60 minut miesięcznie na połączenia Skype.
- Office 365 Premium dla Użytkowników Domowych: Przeznaczony dla rodzin. Można go instalować na 5 komputerach PC/Mac, zawiera wszystkie aplikacje (Word, Excel, PowerPoint, OneNote, Outlook, Publisher, Access), 1 TB miejsca w usłudze OneDrive oraz 60 minut miesięcznie na połączenia Skype.
- Office 365 Small Business: Możliwość tworzenia i edycji plików pakietu Office za pośrednictwem przeglądarki internetowej, poczta e-mail, 25 GB miejsca na dane.
- Office 365 Small Business Premium: Zawiera wszystkie aplikacje (Word, Excel, PowerPoint, OneNote, Outlook, Access, Publisher, Lync), aplikację Office na urządzenia mobilne, możliwość tworzenia i edycji plików pakietu Office za pośrednictwem przeglądarki internetowej, pocztę e-mail, 25 GB miejsca na dane.

## Power BI w Office 365
Power BI dla Office 365 rozwiązanie chmurowe, które wspiera rozwiązania z zakresu business intelligence. Udostępniane jest razem z tym pakietem biurowym.
W skład Power BI wchodzą:
- Portal i katalog danych Power BI – interaktywna obsługa raportów, udostępnianie i ich wizualizacja,
- Q & A – tworzenie raportów przy użyciu naturalnego języka,
- Data Gateway – hybrydowe środowisko do wizualizowania zewnętrznych baz danych,
- Aplikacje na urządzenia mobilne – wyświetlanie raportów na dowolnym urządzeniu.

## Szpiegowanie użytkowników
W 2018 roku Holendrzy odkryli, że Microsoft przesyła do USA nie tylko dane diagnostyczne, ale również informacje dotyczące tytułów e-maili (w tym prywatnych), wysyłanych przez użytkowników.
W szkołach w Hesji, zakazano korzystania z oprogramowania dostarczonego przez Microsoft.